# Наука в Армении

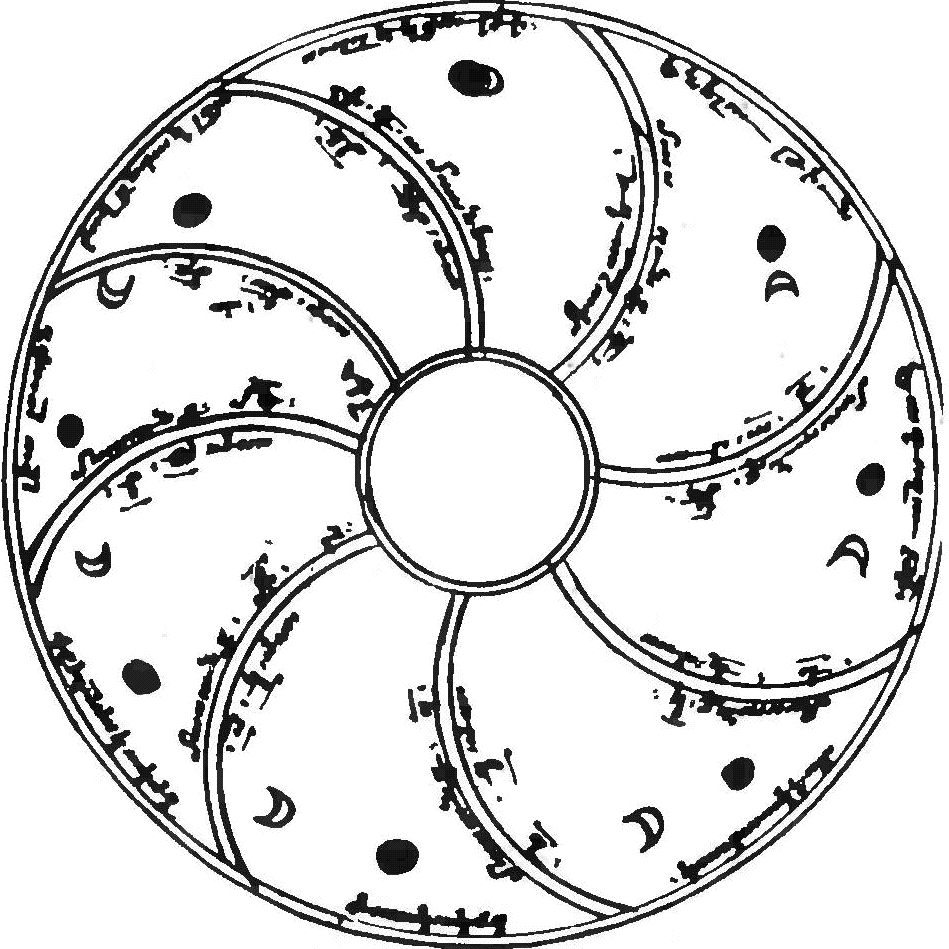
Схема лунных фаз Анания Ширакаци, армянского учёного VII века

Наука в Армении развивалась тысячелетиями. 
Армения знаменита такими учеными как: Воротнеци, Ованес, Сафрастян, Арам Хачатурович, Абегян, Манук Хачатурович, Алиханьян, Артём Исаакович, Манандян, Яков Амазаспович. 
В советский период была создана сеть научных учреждений. 
За время независимости научная сфера пережила кризис: число ежегодных патентных заявок на изобретения в 1994—2011 годы сократилось с 233 до 140.

## Исторический очерк

### Древнее время
Наука развивалась на территории Армении очень и очень давно (ещё до н. э.) о чём свидетельствуют археологические находки высокой культуры третьего тысячелетия до нашей эры, каменные обсерватории Караунджа (Зорац-Карер) и Мецамора, клинописные записи, инженерные сооружения урартского периода истории Армении, высококультурные памятники эллинизма на территории страны, христианские памятники архитектуры, древние рукописи с обвораживающими миниатюрами являются материальными свидетельствами высокой культуры и образованности армянского народа.

### Средние века
В V веке в Армении произошло событие исключительной важности для развития научной мысли, литературы и искусства. Месропом Маштоцем был создан самобытный, оригинальный алфавит, которым армяне пользуются и по сей день, с добавлением лишь двух новых букв в XI веке.
После создания армянской письменности в начале V века Месропом Маштоцем по всей Армении были открыты многочисленные школы, писались литературные произведения, трактаты по истории, философии, языковедению, труды по естественным наукам, географии, астрономии, математике и др. Наиболее выдающимися представителями, так называемого, «золотого века Армении» являются историк Мовсес Хоренаци (V в.), философ Давид Анахт (VI в.), географ, астроном и математик Анания Ширакаци (VII в.), поэт и философ Григор Нарекаци (X в.).
В 1051 году великий просветитель Григор Магистрос в перевел геометрию Евклида на армянский язык с оригинала.
В X—XIV столетиях большого развития достигли историография, философия и юриспруденция. В это время в Армении существовали университеты такие как Анийский (XI в.), Гладзорский (XIII в.), Татевский (XIV в.), Санаинская aкадемия (XII в.), где, наряду с богословием, преподавались и светские дисциплины: история, философия, грамматика, математика, медицина, музыка.

### Новое время
После захвата последнего Армянского государства (Равнинная Киликия в 1515 год) наука, конечно, не развивалась и её история на территории Армении прерывается, но армянские учёные работали и вне Армении.Так на острове Святого Лазаря (в Венецианском заливе) был основан монастырь, где монахи изучали историю, литературу и армянский язык.

### Советский период
После революции вернулись сотни представителей армянской научной интеллигенции. Они с великим энтузиазмом включились в организацию в новой Армении высшей школы и научных учреждений. Далее были созданы многочисленные научно-исследовательские институты, лаборатории, центры, проводящие научные исследования. На базе этих научно-исследовательских учреждений в 1935 г. был создан Армянский филиал Академии наук СССР. За короткий срок Армянский филиал АН стал одним из крупных научных центров страны. Используя веками накопленный опыт, были полученные первоклассные результаты в различных областях науки. В 1943 г. на её базе создается Академия наук Армянской ССР.

### Современная наука
Армянская наука по праву гордится своими достижениями в области астрофизики, которые принесли ей мировую славу. Благодаря своим научным достижениям Бюракан стал мировым центром для астрофизиков мира.
Фундаментальные исследования армянских математиков в теории функции и в теории приближений, механиков в области механики деформируемых твердых тел широко известны и являются существенным вкладом в мировую науку.
Исследования Армянских физиков и радиофизиков — от космических лучей до квантовой электроники, от глубоких теоретических исследований до грандиозных экспериментов, от создания новых материалов до прецизионных приборов — были высоко оценены научной общественностью мира и отмечены высокими научными премиями и наградами.
Существенно новые результаты получены в области математической кибернетики и информатики. Ереванский научно-исследовательский институт математических машин (ЕрНИИММ) за короткое время стал одним из ведущих центров СССР по разработке и производству ЭВМ и вычислительных комплексов специального назначения.
Немало сделали армянские ученые в деле освоения космоса. Специалистам этой области известны теоретические и прикладные исследования армянских ученых и инженеров: электротехников, радиофизиков, астрофизиков, механиков и др.
На сессии посвященной 50-летию Гагаринского полета в космос, которая проводилась 12 апреля 2011 года в зале президиума Национальной академии наук Армении, Руководитель Представительства Россотрудничества, советник Посольства РФ в Армении Виктор Кривопусков отметил, что освоение космоса в 1961 году не состоялось бы без вклада представителей науки и технической мысли всех братских советских республик, и, в первую очередь, армянской научной мысли.

Ученые Армении были в числе первых, кто обеспечивал как непилотируемые, так и пилотируемые космические корабли. Первый луноход, первые космические станции «Ориона», первые космические спутники — мысли и руки армянских ученых… То, что сделали армянские ученые, не забыто— советник Посольства РФ в Армении Виктор Кривопусков на сессии посвященной 50-летию Гагаринского полета в космос 
Но самыми важными областями исследований остаются сейсмология (как для страны находящейся в сейсмоопасной зоне) и в области сельского хозяйства (в связи с малоземельностью страны). К примеру в области сельского хозяйства недавно
(14 декабря 2010 года) 50 сотрудниками Министерства сельского хозяйства Армении, ЗАО «Ереванский НИИ «Пластполимер», Национальной Академии наук Армении, Федерации сельскохозяйственных ассоциаций представили проект нового альтернативного экологически безвредного и эффективного агрохимиката, позволяющего эффективно бороться против сосущих и грызущих вредителей плодовых садов, в частности, клещей, тлей, щитовок и прочих, а также против бактериальных заболеваний, в том числе мучнистой росы.
Благодаря фундаментальным исследованиям армянских ученых, работающих в различных областях гуманитарных и общественных наук, Армения стала признанным центром арменоведения в мире.

## Естествознание

### Физика и астрономия
Научные организации Армении расположены не только в Ереване, но и в Бюракане (Бюраканская астрофизическая обсерватория) и Гитаване (Институт физических исследований).

### География
География как особая наука формировалась в Армении в VII веке благодаря Анании Ширакаци автора географического трактата «Ашхарацуйц». Сохранилась армянский путеводитель по Индии XII века. В XIII веке краткую «Географию» написал Вардан Великий. В XIV веке написал «Географию» Товмас Киликеци, который дает особо ценные данные о географии Киликийского армянского государства.

## Гуманитарные науки

### Языкознание
История армянской лингвистики насчитывает более 1500 лет. Во второй половине V века переводом «Искусства грамматики» Дионисия Фракийского в Армении зародилась теоретическая лингвистическая мысль. До XVII века разными авторами было написано более 10 комментариев к этому труду, имеющих всё более возрастающую сложность. Первые армянские грамматисты — Давид (V—VI века),  Аноним (VII век), Степанос Сюнеци (VIII век).  В V—VII веках с созданием первых глосс и глоссариев возникает армянская лексикография. В период до X века известны около 10 армянских лексикографических памятника. Грамматическая наука особенно развивается в Высоком средневековье. «Толкование грамматики» написали Григор Магистрос (XI век), Ованес Ерзнкаци (XIII век),  Вардан Великий  (XIII век), и др.. Последний один из первых авторов, которые предприняли научное изучение разговорного среднеармянского языка, написал также исследование «О частях речи». Его современник  Геворг Скевраци оставил три лингвистических труда, «Наставление о свойствах слогов», «Наставление о просодии» и «Наставление об искусстве писания», в которых рассматривает вопросы орфоэпии, пунктуации и переноса. К середине XIV века составил труд «О грамматике» Ованес Крнеци. Продолжает развитие лексикография. В XII веке Аристакес Грич написал первый орфографический словарь в армянской действительности. В XV веке Акоп Кримеци в книге «Об остром и облегченном ударениях» обобщил накопленные знания в этой области армянской лингвистики. В XVI веке также в Европе появляются книги со сведениями об армянском языке. В 1624 году итальянский арменист Франческо Ривола издал первую печатную армянскую грамматику. В XVII веке изучением армянского языка занимались также Симеон Джугаеци, Ованес Мркуз, Хачатур Эрзрумци, 
Ованес Олов и др. Наиболее известные исследователи армянского языка в XVIII столетии являлись Иоганн Иоахим Шрёдер, Багдасар Дпир и  Мхитара Себастаци. Среди значимых памятников лексикографии этого периода латинско-армянский словарь Аствацатура Нерсесовича (1695), толковый словарь Еремии Мегреци (1698), «Словаря армянского языка» (т. 1—2, 1749—1769) Мхитара Себастаци, и др. Последний принято считать началом современной армянской научной лексикографии. В 1779 году «Грамматика армянского языка» Микаэля Чамчяна открыл новый этап в истории армянской грамматической мысли.

## Проблемы
Но сейчас для учёных Армении наступили тяжёлые времена. Имея невысокие зарплаты, молодым и талантливым учёным приходится уезжать за границу.

Кстати, немало молодых ученых, которые вынуждены удовлетворяться мизерной зарплатой, а скорее вынуждены искать своё будущее вне Армении. Среди нас исчезают легендарные личности, посвятившие себя науке, а если даже такие есть, то они оставлены без внимания— депутат от фракции АРФ «Дашнакцутюн» Лилит Галстян о дискредитации науки в РА